# Ibuki (Schiff, 1943)
Die Ibuki (japanisch 伊吹 ‚Wacholder‘) war der letzte Schwere Kreuzer, der benannt und dessen Bau durch die Kaiserlich Japanische Marine begonnen wurde. Schließlich wurde sie aber als Leichter Flugzeugträger zu 80 % fertiggestellt.

## Baubeginn als Schwerer Kreuzer
Sie wurde im Rahmen des Bauprogramms von 1941 als leicht modifizierte Version der Tone-Klasse in Auftrag gegeben. Sie sollte acht 20,3-cm-Geschütze auf dem Vorschiff und ein Flugdeck mit Katapult für mehrere Aufklärungsflugzeuge achtern erhalten. Jedoch wurden ihre Pläne noch vor der Kiellegung 1942 in die eines Kreuzers der modifizierten Mogami-Klasse geändert.
Die Ibuki sollte die gleiche Bewaffnung wie die Mogami erhalten. Diese bestand aus zehn 20,3-cm-Geschützen in fünf Zwillingstürmen. Drei der Türme sollten auf dem Vorschiff und zwei achtern installiert werden. Die Sekundärbewaffnung sollte aus acht 127-mm-Flak, sechzehn 60,9-cm-Torpedorohren und zwei Katapulten für drei Wasserflugzeugen bestehen. Die Höchstgeschwindigkeit sollte 33 Knoten betragen. Um dem Washingtoner Flottenabkommen zu entsprechen, wurden die Schiffe der Mogami-Klasse so gebaut, dass möglichst viel Gewicht eingespart wurde, allerdings mussten sie bereits kurze Zeit später aufwendig umgebaut werden, um diverse Defekte zu beseitigen. Da die Ibuki nach dem Rücktritt Japans vom Washingtoner Flottenabkommen in Auftrag gegeben wurde, war sie nicht mehr an die Verdrängungsgrenze von 10.000 t für Kreuzer gebunden und wurde von vornherein mit einer Verdrängung von 12.200 t geplant, was eine bessere Balance zwischen Bewaffnung, Panzerung, Geschwindigkeit und Seetüchtigkeit gewährleisten sollte.
Nach der japanischen Niederlage in der Schlacht um Midway wurde der Bau der Ibuki verlangsamt, da der Bau neuer Flugzeugträger nun Vorrang hatte, um die erlittenen Verluste auszugleichen. Am 1. Juni 1942 wurde ein weiterer Kreuzer der Ibuki-Klasse mit der Baunummer 301 auf Kiel gelegt, allerdings wurde sein Bau bereits einen Monat, noch bevor er einen Namen zugewiesen bekam, abgebrochen. 1943 wurde Nr. 301 abgewrackt während am 21. Mai 1943 der Stapellauf der Ibuki stattfand. Einen Monat später, noch bevor die Hauptbewaffnung installiert wurde, wurde der weitere Ausbau jedoch gestoppt.

## Umbau zum Flugzeugträger

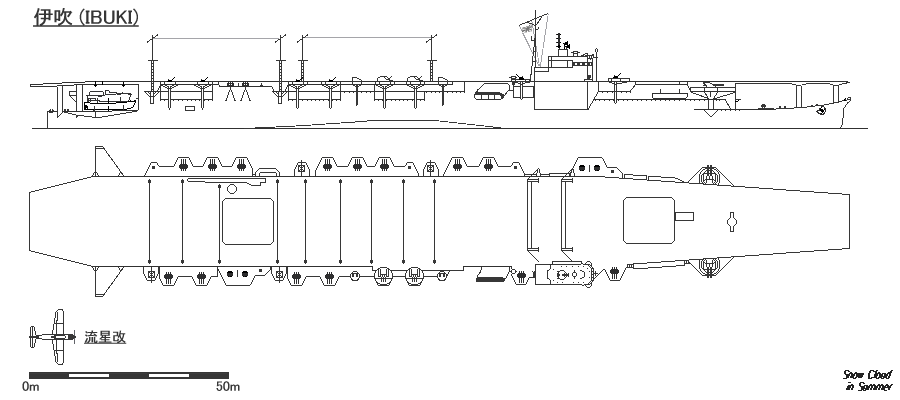
Geplantes Aussehen der Ibuki als Flugzeugträger

Die Kaiserliche Marine überprüfte nach dem Baustopp die Möglichkeit, die Ibuki zu einem geschützten Versorger umzubauen, um die Seeversorgung der Flotte, die unter starken Ausfällen litt, zu ergänzen. Allerdings wurde dem Neu- und Umbau von Flugzeugträgern eine höhere Priorität zugemessen und die Ibuki aufgrund ihrer bereits fertiggestellten Hülle für einen Umbau in einen Leichten Flugzeugträger vorgesehen. Aufgrund dessen wurde sie im November 1943 nach Sasebo geschleppt.
Die Ibuki wurde mit einem durchgängigen Flugdeck und einer Kommandobrücke auf der Steuerbordseite versehen. Sie war mit vier Typ 98 8-cm-Flugabwehrkanone und 48 Typ 96 25-mm-Maschinenkanonen nur leicht bewaffnet und konnte nur 27 Flugzeuge unterbringen – weniger als andere japanische Geleitträger. Zusätzlich wurde sie mit Ablaufschienen für bis zu 30 Wasserbomben versehen. Ihre Maximalgeschwindigkeit wurde auf 29 kn reduziert, was als immer noch ausreichend für Flottenoperationen angesehen wurde. Später wurden noch ein Schiffsradar und Abschussvorrichtungen für die 12-cm-Raketenwerfer installiert.
Bis Ende 1944 war der Mangel an geeigneten Flugzeugen, erfahrenen Piloten und Flugzeugtreibstoff so gravierend geworden, dass die geringe Anzahl verbliebener Flugzeugträger für den Kriegsverlauf als nicht mehr relevant angesehen wurde. Trotzdem wurde der Umbau bis zum März 1945 fortgesetzt, als die Schäden durch die amerikanische Bomberoffensive und der Materialmangel aufgrund der amerikanischen Seeblockade eine Fortführung unmöglich machten. Nach der Kapitulation Japans wurde die zu etwa 80 % fertiggestellte Ibuki an die amerikanischen Besatzungstruppen übergeben, welche sie 1947 in Sasebo abwracken ließen.